# Companyia privilegiada
Una companyia privilegiada (de l'italià Compagnia) era una companyia comercial amb activitats que gaudien de la protecció de l'estat mitjançant un privilegi. L'activitat d'aquestes companyies era diferent de la de les guilds de comerciants de l'edat mitjana, com la Hansa, i s'identifiquen més amb les grans corporacions capitalistes, excepte per funcionar en règim obertament monopolístic.
El capital necessari per al funcionament de les companyies privilegiades estan només a l'abast de l'Estat i de l'associació de molts capitalistes individuals, amb el que s'estableixen per a aquests condicions de responsabilitat limitada similars a les de les modernes societats anònimes.
La seva prehistòria es pot rastrejar fins a la Itàlia del segle xiv, quan els seus mercaders operaven en el Llevant mediterrani, coneixent companyies comercials de Pisa, Gènova, Venècia i Florència. També poden considerar precedents els consolats comercials de les ciutats de les Corones de Castella i Aragonesa durant la baixa edat mitjana (anomenat Consolat del Mar a la Corona d'Aragó), o l'esmentada Hansa, que va reunir a les ciutats del Bàltic i va dominar el comerç del nord d'Europa.
Però trobem un avanç significatiu en sistemes comercials privilegiats que es beneficiaven de les dimensions d'una economia nacional sustentada en un Imperi colonial, fins a l'obertura de l'economia-món al segle xvi, amb l'establiment a la façana atlàntica d'Europa Occidental de les monarquies autoritàries de l'Antic Règim (Portugal, Espanya i França), i especialment en els seus rivals econòmics, socials i ideològics: les Províncies Unides (Holanda) i Regne d'Anglaterra (la Companyia Holandesa de les Índies Occidentals i la Companyia Britànica de les Índies Orientals).
La política comercial que es fonamenta en això, basada en el proteccionisme, es denominava mercantilisme, i per justificar-ho van sorgir les primeres elaboracions teòriques de l'economia com a ciència moderna, com la de Jean-Baptiste Colbert.

## Companyies privilegiades destacades

### Espanyolas
- 1714 - Companyia de Honduras
- 1728 - Companyia Guipuzcoana de Caracas
- 1740 - Real Companyia de l'Havana
- 1746 - Real Companyia de Comerç y Fábrica de Zaragoza
- 1748 - Real Companyia de San Fernando de Sevilla
- 1765 - Companyia de Comerç de Barcelona
- 1785 - Companyia de les Filipines